# Delphacodes andromeda
Delphacodes andromeda är en insektsart som först beskrevs av Van Duzee 1907.  Delphacodes andromeda ingår i släktet Delphacodes och familjen sporrstritar. Inga underarter finns listade i Catalogue of Life.